# Kendereșiv, Muncaci
Kendereșiv (în ucraineană Кендерешів) este un sat în așezarea urbană Kolciîno din raionul Muncaci, regiunea Transcarpatia, Ucraina.

## Demografie
Componența lingvistică a localității Kendereșiv
     Ucraineană (97,14%)
     Maghiară (1,18%)
     Germană (1,01%)
     Alte limbi (0,5%)
Conform recensământului din 2001, majoritatea populației localității Kendereșiv era vorbitoare de ucraineană (97,14%), existând în minoritate și vorbitori de maghiară (1,18%) și germană (1,01%).